# Savannezaad
Het savannezaad (Licania incana) is een struik of kleine boom.
Als boompje kan het 10 meter hoog worden met een stam van 50–60 cm in doorsnee.
Het verspreidingsgebied is in tropisch Zuid-Amerika: noordelijk Brazilië, Venezuela en de Guiana's.
In  Suriname wordt de soort op de Kappel-savanne bij Tafelberg gevonden. In Zuid-Guyana op de Muri-struweel/witzand-savanne.
Het is een typische soort van het savannebos, droge zandsavanne of de randen ervan. Savannezaad komt vaak samen met savannekatoen, Clusia fockaena,  Swartzia bannia en soorten van Ocotea en Protium voor.

## De vrucht
De vrucht heeft de grootte van een grote olijf. Het vruchtvlees is wit en smelt in de mond met een zoetige smaak. De boom wordt wel aangeplant vanwege zijn vruchten.

## Het hout
Het hout is geel, hard en erg zwaar. Het is hout dat gebruikt wordt voor kasten of ander timmerwerk.